# Obere Ahornalm
Die Obere Ahornalm ist eine Alm am Roßfeld im gemeindefreien Gebiet Eck östlich von Berchtesgaden. Der südwestliche Gebäudeteil des Ahornkasers gehört als Exklave zum Markt Berchtesgaden.

## Heutige Nutzung
Die Obere Ahornalm umfasst heute 3 Almkaser und den sogenannten Ahornkaser, eine Ausflugsgaststätte die über die Roßfeldhöhenringstraße mit Kraftfahrzeugen erreichbar ist und damit Deutschlands höchstgelegene mit dem Auto erreichbare Gaststätte.

## Lage
Die Obere Ahornalm liegt an der Roßfeldstraße nordwestlich unter dem Ahornbüchsenkopf auf einer Höhe von etwa 1500 m ü. NHN.